# گری هوپر
گری هوپر (انگلیسی: Gary Hooper؛ زادهٔ ۲۶ ژانویهٔ ۱۹۸۸) یک بازیکن فوتبال اهل بریتانیا است که در پست مهاجم بازی می‌کند.

## افتخارات

### باشگاهی
گرایس اتلتیک
- لیگ فوتبال کنفرانس جنوب انگلستان: ۰۵–۲۰۰۴

هرفورد یونایتد
- لیگ دو فوتبال انگلستان جایگاه سومی: ۰۸–۲۰۰۷

ساوتند یونایتد
- مسابقات حذفی پلی‌آف‌های لیگ یک فوتبال انگلستان: ۲۰۰۹

سلتیک
- لیگ برتر فوتبال اسکاتلند: ۱۲–۲۰۱۱، ۱۳–۲۰۱۲
- جام حذفی فوتبال اسکاتلند: ۱۱–۲۰۱۰، ۱۳–۲۰۱۲

نوریچ سیتی
- مسابقات حذفی پلی‌آف‌های لیگ یک فوتبال انگلستان: ۲۰۱۵

پرسپولیس
- توافق[[ یک دوره توافق با پرسپولیس

برای انتقال قرضی]]۲۰۱۹-۲۰۱۸

### انفرادی
- آقای گل لیگ برتر فوتبال اسکاتلند: ۱۲–۲۰۱۱
- حضور در تیم منتخب لیگ برتر فوتبال اسکاتلند: ۱۱–۲۰۱۰، ۱۲–۲۰۱۱
- بهترین گلزن باشگاه فوتبال سلتیک: ۱۱–۲۰۱۰، ۱۲–۲۰۱۱، ۱۳–۲۰۱۲
- کسب عنوان بهترین بازیکن تاریخ باشگاه اسکانتورپ یونایتد: ۲۰۱۲[۲]
- بازیکن فصل باشگاه فوتبال اسکانتورپ یونایتد: ۰۹–۲۰۰۸
- بهترین بازیکن ماه لیگ برتر فوتبال اسکاتلند: نوامبر ۲۰۱۱، ژانویه ۲۰۱۳

## آمار باشگاهی
تا پایان فصل ۱۹–۲۰۱۸
| باشگاه                | فصل      | لیگ               | لیگ | لیگ | جام ملی | جام ملی | لیگ‌کاپ | لیگ‌کاپ | سایر | سایر | مجموع | مجموع |
| باشگاه                | فصل      | دسته              | ب   | گ   | ب       | گ       | ب      | گ      | ب    | گ    | ب     | گ     |
| --------------------- | -------- | ----------------- | --- | --- | ------- | ------- | ------ | ------ | ---- | ---- | ----- | ----- |
| گرایس اتلتیک          | ۰۴–۲۰۰۳  | لیگ ایستمین       | ۰   | ۰   | ۰       | ۰       | —      | —      | ۰    | ۰    | ۰     | ۰     |
| گرایس اتلتیک          | ۰۵–۲۰۰۴  | کنفرانس جنوب      | ۳۰  | ۱۲  | ۰       | ۰       | —      | —      | ۱۳   | ۵    | ۴۳    | ۱۷    |
| گرایس اتلتیک          | ۰۶–۲۰۰۵  | کنفرانس ملی       | ۳۹  | ۸   | ۳       | ۰       | —      | —      | ۹    | ۴    | ۵۱    | ۱۲    |
| گرایس اتلتیک          | مجموع    | مجموع             | ۶۹  | ۲۰  | ۳       | ۰       | —      | —      | ۲۲   | ۹    | ۹۴    | ۲۹    |
| ساوتند یونایتد        | ۰۷–۲۰۰۶  | چمپیونشیپ         | ۱۹  | ۰   | ۱       | ۰       | ۵      | ۲      | —    | —    | ۲۵    | ۲     |
| ساوتند یونایتد        | ۰۸–۲۰۰۷  | لیگ یک            | ۱۳  | ۲   | ۳       | ۰       | ۲      | ۰      | ۱    | ۰    | ۱۹    | ۲     |
| ساوتند یونایتد        | مجموع    | مجموع             | ۳۲  | ۲   | ۴       | ۰       | ۷      | ۲      | ۱    | ۰    | ۴۴    | ۴     |
| لیتون اورینت (قرضی)   | ۰۷–۲۰۰۶  | لیگ یک            | ۴   | ۲   | —       | —       | —      | —      | —    | —    | ۴     | ۲     |
| هرفورد یونایتد (قرضی) | ۰۸–۲۰۰۷  | لیگ دو            | ۱۹  | ۱۱  | —       | —       | —      | —      | —    | —    | ۱۹    | ۱۱    |
| اسکانتورپ یونایتد     | ۰۹–۲۰۰۸  | لیگ یک            | ۴۵  | ۲۴  | ۳       | ۴       | ۱      | ۰      | ۷    | ۲    | ۵۶    | ۳۰    |
| اسکانتورپ یونایتد     | ۱۰–۲۰۰۹  | چمپیونشیپ         | ۳۵  | ۱۹  | ۱       | ۰       | ۳      | ۱      | —    | —    | ۳۹    | ۲۰    |
| اسکانتورپ یونایتد     | مجموع    | مجموع             | ۸۰  | ۴۳  | ۴       | ۴       | ۴      | ۱      | ۷    | ۲    | ۹۵    | ۵۰    |
| سلتیک                 | ۱۱–۲۰۱۰  | لیگ برتر اسکاتلند | ۲۶  | ۲۰  | ۵       | ۰       | ۴      | ۱      | ۱    | ۱    | ۳۶    | ۲۲    |
| سلتیک                 | ۱۲–۲۰۱۱  | لیگ برتر اسکاتلند | ۳۷  | ۲۴  | ۳       | ۱       | ۴      | ۲      | ۶    | ۲    | ۵۰    | ۲۹    |
| سلتیک                 | ۱۳–۲۰۱۲  | لیگ برتر اسکاتلند | ۳۲  | ۱۹  | ۵       | ۲       | ۳      | ۶      | ۱۱   | ۴    | ۵۱    | ۳۱    |
| سلتیک                 | ۱۴–۲۰۱۳  | پرمیرشیپ اسکاتلند | ۰   | ۰   | —       | —       | —      | —      | ۱    | ۰    | ۱     | ۰     |
| سلتیک                 | مجموع    | مجموع             | ۹۵  | ۶۳  | ۱۳      | ۳       | ۱۱     | ۹      | ۱۹   | ۷    | ۱۳۸   | ۸۲    |
| نوریچ سیتی            | ۱۴–۲۰۱۳  | لیگ برتر انگلستان | ۳۲  | ۶   | ۰       | ۰       | ۲      | ۲      | —    | —    | ۳۴    | ۸     |
| نوریچ سیتی            | ۱۵–۲۰۱۴  | چمپیونشیپ         | ۳۰  | ۱۲  | ۱       | ۰       | ۱      | ۰      | ۲    | ۰    | ۳۴    | ۱۲    |
| نوریچ سیتی            | ۱۶–۲۰۱۵  | لیگ برتر انگلستان | ۲   | ۰   | —       | —       | ۰      | ۰      | —    | —    | ۲     | ۰     |
| نوریچ سیتی            | مجموع    | مجموع             | ۶۴  | ۱۸  | ۱       | ۰       | ۳      | ۲      | ۲    | ۰    | ۷۰    | ۲۰    |
| شفیلد ونزدی           | ۱۶–۲۰۱۵  | چمپیونشیپ         | ۲۹  | ۱۳  | ۱       | ۰       | ۱      | ۰      | ۳    | ۰    | ۳۴    | ۱۳    |
| شفیلد ونزدی           | ۱۷–۲۰۱۶  | چمپیونشیپ         | ۲۳  | ۶   | ۰       | ۰       | ۱      | ۰      | ۰    | ۰    | ۲۴    | ۶     |
| شفیلد ونزدی           | ۱۸–۲۰۱۷  | چمپیونشیپ         | ۲۴  | ۱۰  | ۰       | ۰       | ۱      | ۱      | —    | —    | ۲۵    | ۱۱    |
| شفیلد ونزدی           | ۱۹–۲۰۱۸  | چمپیونشیپ         | ۶   | ۱   | ۰       | ۰       | ۰      | ۰      | —    | —    | ۶     | ۱     |
| شفیلد ونزدی           | مجموع    | مجموع             | ۸۲  | ۳۰  | ۱       | ۰       | ۳      | ۱      | ۳    | ۰    | ۸۹    | ۳۱    |
| آمار کلی              | آمار کلی | آمار کلی          | ۴۴۲ | ۱۸۶ | ۲۶      | ۷       | ۲۸     | ۱۵     | ۵۴   | ۱۸   | ۵۵۰   | ۲۲۶   |

1. ↑  شامل جام حذفی فوتبال انگلستان و جام حذفی فوتبال اسکاتلند
2. ↑  شامل جام اتحادیه باشگاه‌های انگلستان و لیگ‌کاپ فوتبال اسکاتلند
3. ↑  ۴ بازی و ۱ گل در لیگ‌کاپ کنفرانس، ۹ بازی و ۴ گل در اف‌ای تروفی
4. ↑  ۳ بازی و ۴ گل در جام برتر اسکس، ۵ بازی در اف‌ای تروفی، ۱ بازی در پلی‌اف کنفرانس ملی
5. ↑  بازی در فوتبال لیگ تروفی
6. ↑  ۵ بازی و ۲ گل در فوتبال لیگ تروفی، دو بازی در پلی‌اف‌های لیگ یک
7. 1 2 3  بازی(ها) در لیگ قهرمانان اروپا
8. ↑  بازی‌ها در لیگ اروپا
9. 1 2  بازی‌ها در پلی‌اف‌های چمپیونشیپ